# Echternacherbrück
Echternacherbrück est une municipalité allemande située dans le Land de Rhénanie-Palatinat et l'arrondissement d'Eifel-Bitburg-Prüm.

## Géographie
La commune est délimitée au sud par la frontière luxembourgeoise et la Sûre (un affluent de la Moselle) qui la séparent des communes d’Echternach et Rosport du canton d'Echternach.
Le village d’Echternacherbrück se trouve juste à l’est de la ville luxembourgeoise d’Echternach, sur l’autre rive de la Sûre.